# 日本国憲法第47条
日本国憲法 第47条（にほんこく（にっぽんこく）けんぽう だい47じょう）は、日本国憲法の第4章にある条文で、選挙に関する事項について規定している。

## 条文
日本国憲法、e-Gov法令検索。

第四十七条選挙区、投票の方法その他両議院の議員の選挙に関する事項は、法律でこれを定める。

## 解説
法律：公職選挙法

## 沿革

### 大日本帝国憲法
東京法律研究会 p.9

第三十四條貴族院ハ貴族院令ノ定ムル所ニ依リ皇族華族及勅任セラレタル議員ヲ以テ組織ス
第三十五條衆議院ハ選擧法ノ定ムル所ニ依リ公選セラレタル議員ヲ以テ組織ス

### GHQ草案
「GHQ草案」、国立国会図書館「日本国憲法の誕生」。

#### 日本語
第四十六条選挙、任命及投票ノ方法ハ法律ニ依リ之ヲ定ムヘシ

#### 英語
Article XLVI.The method of election, apportionment, and voting shall be determined by law.

### 憲法改正草案要綱
「憲法改正草案要綱」、国立国会図書館「日本国憲法の誕生」。

第四十一両議院ノ議員ノ選挙、選挙区及投票ノ方法ニ関スル事項ハ法律ヲ以テ之ヲ定ムルコト

### 憲法改正草案
「憲法改正草案」、国立国会図書館「日本国憲法の誕生」。

第四十三条選挙区、投票の方法その他両議院の議員の選挙に関する事項は、法律でこれを定める。